# أوسبورنوسيروس
الأوسبورنوسيروس (الاسم العلمي: Osbornoceros)، جنس منقرض من رتبة الحافريات مزدوجات الأصابع ينتمي إلى فصيلة الظباء الماعزية. وجميع أنواع هذه الفصيلة منقرضة باستثناء الظبي الأمريكي. النوع الوحيد المعروف ضمن هذا الجنس هو (Osbornoceros osborni). عاش الأوسبورنوسيروس خلال أواخر الميوسيني، أي قبل حوالي 7 إلى 6 ملايين سنة، في أمريكا الشمالية. وهو ممثل جيدًا في الاكتشافات الأحفورية، حيث تم العثور على ما يقرب من اثني عشر عينة حتى الآن. جميع هذه العينات جاءت من تكوين تشاميتا في محجر بالقرب من ليدن في نيومكسيكو، وهو موقع تم فيه اكتشاف العديد من الأحافير الأخرى مثل التشاميتاتاكسوس، وهو نوع من الغريرات البدائية التي عاشت في نفس الفترة. تم اكتشاف العينة النمطية للأوسبورنوسيروس عام 1937، وتبعها العثور على العديد من الأحافير الأخرى في بعثات لاحقة بالقرب من الموقع نفسه.